# Cabeza colosal de Amenhotep III
La cabeza colosal de Amenhotep III, conocida también como cabeza colosal de granito de Amenhotep III, formaba parte de una escultura tallada en el año 1350 a. C., en época de la Dinastía XVIII de Egipto. Representa a Nebmaatra Amenhotep, Amenhotep III, o Amenofis III, que fue un importante faraón de la dinastía XVIII de Egipto, que gobernó del 1390-1353 a. C., también conocido como Imenhotep III, Amenophis III, Memnon, y otros nombres helenizados.
Es del estilo del arte del Antiguo Egipto, está construida en granito y tiene una altura de 287 centímetros.
La estatua colosal se encuentra partida en dos trozos: la cabeza y el brazo, ambos conservados en el Museo Británico.

## Descripción
Se desconoce si fue erigida en el templo de Mut, en Karnak, o si provenía del templo funerario de Amenhotep III, en Cisjordania, al oeste del río Nilo en Kom el-Hitan.
Las alteraciones de la estatua se realizaron en el periodo de Ramsés II. La cabeza tiene una altura de 2.90 metros, y está coronada por la corona Doble del Bajo y el Alto Egipto.

## Hallazgo e historia
La estatua rota fue descubierta en el recinto del templo de dedicado a Mut —o Diosa Madre, origen de todo lo creado, diosa del cielo en la mitología egipcia— en la actual localidad de Karnak —que ocupa parte de la antigua ciudad de Tebas— por Giovanni Battista Belzoni y Henry William Beechey en 1817. La cabeza se encontró frente al templo de Khonsupakhered. Tras ser descubierta, fue necesario trasladarla a Luxor, en el Nilo, para transportarla río arriba hasta Alejandría,  y de allí a Londres. Trasladarla no fue fácil: se necesitaron ocho días para recorrer los 1,6 km  hasta Luxor. Belzoni no menciona el lugar exacto donde se encontró el brazo, aunque se supone que se encontraría junto con la cabeza. La cabeza estuvo almacenada durante un periodo de tiempo en la casa del señor Rossi en El Cairo.

## Conservación
La figura se exhibe de forma permanente en el Museo Británico después de ser adquirida en una subasta en el año 1835. Su anterior propietario fue Henry Salt, artista, viajero, diplomático, retratista, y naturalista inglés.